# Limassolla erythromaculatus
Limassolla erythromaculatus är en insektsart som först beskrevs av K. Ramakrishnan och Menon 1972.  Limassolla erythromaculatus ingår i släktet Limassolla och familjen dvärgstritar. Inga underarter finns listade i Catalogue of Life.